# Lettercode van de thuishaven

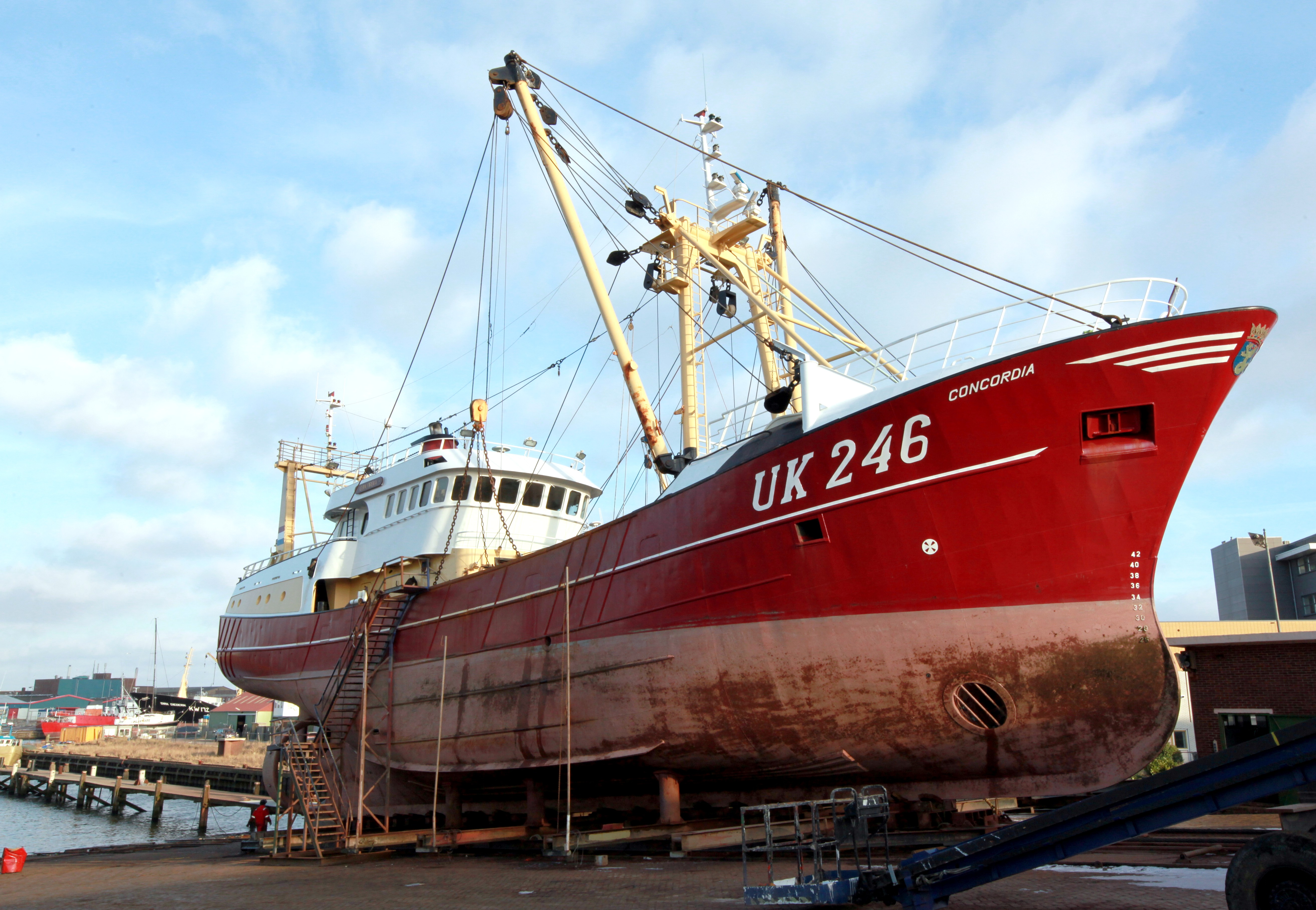
UK 246 Concordia, Urk

De thuishavens van vissersschepen zijn af te leiden van de letters die voor op het schip zijn aangebracht. Zo komt de UK 246 uit Urk. De codes van vissersvaartuigen bestaan uit maximaal drie letters gevolgd door maximaal drie cijfers. Een code is op het moment van uitgifte uniek voor een vaartuig. Wel kan het voorkomen dat dezelfde code eerder is uitgegeven voor een ander vaartuig dat is vergaan, gesloopt of niet meer onder dat nummer is geregistreerd.

## Regeling
Op 6 mei 1882 kwamen de landen rond de Noordzee in Den Haag overeen dat alle vissersschepen die werkzaam waren op de Noordzee moesten worden geregistreerd in de gemeente van hun thuishaven, en worden voorzien van een uniek kenteken dat duidelijk zichtbaar moest worden gevoerd. De reden hiervoor was de handhaving van de wetten betreffende visrechten. Ook elders in de wereld werden soortgelijke afspraken tussen landen gemaakt.

## Nederlandse havencodes
Het voeren van een consentnummer, bestaande uit consentletters, gevolgd door een volgnummer, is verplicht volgens artikel 3 van het Besluit registratie vissersvaartuigen 1998. Deze verplichting is in 1883 ingevoerd voor alle visserijvaartuigen die buiten de territoriale wateren op de Noordzee visten. Deze wet is vervangen door de Visserijwet 1963, die in 2010 nog steeds van kracht is. In principe werden de vaartuigen op nummer per gemeente geregistreerd waarbij iedere gemeente eigen consentletters kreeg, maar door gemeentelijke herindelingen zijn in de loop der jaren nogal wat wijzigingen hierin opgetreden.
Het vaststellen van de consentletters was een langdurige kwestie. De volledige lijst met consentletters werd bij Koninklijk Besluit nr. 144 vastgesteld op 12 juni 1911 en is gepubliceerd in de Staatscourant van 15 augustus 1912. Onderstaande lijst is een (incompleet) overzicht van zowel de nog in gebruik zijnde consentletters als de andere Nederlandse lettercombinaties die niet meer in gebruik zijn (gebaseerd op de Gids van Visserijvaartuigen van 1 november 2010).